# LEF (mouvement littéraire)
Pour les articles homonymes, voir LEF.

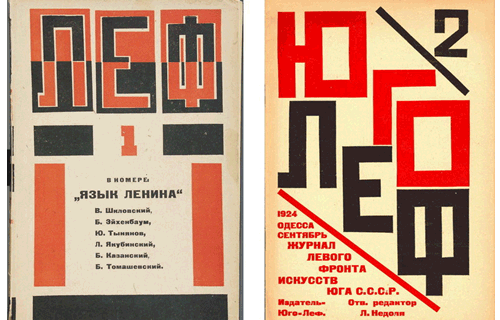
Couvertures de revues du LEF

Le LEF ou Front de gauche des arts (russe : Левый фронт искусств) est une association créatrice active de 1922 à 1929 à Moscou, Odessa et dans d'autres villes de l'URSS.

## Historique
Le LEF a été fondé à la fin de 1922 à Moscou.
Le noyau du front est constitué des anciens futuristes Vladimir Maïakovski, qui en est le leader, Nikolaï Asseïev, Ossip Brik, Sergueï Tretiakov, Boris Kouchner, Boris Arvatov, et Nikolaï Tchoujak. .
Le LEF se considére comme le seul véritable représentant de l'art révolutionnaire et rivalisait dans ce domaine avec les groupes prolétariens Octobre et la VAPP. Des groupes littéraires à Odessa, Ivanovo-Vojnessensk, Tiflis et Novossibirsk partagent ses positions.
Plusieurs écrivains participent également aux activités du LEF : Boris Pasternak, Alexeï Gastev, Alexeï Kroutchenykh, Piotr Neznamov (ru), Semion Kirsanov, Vassili Kamenski, Igor Terentiev, Mikhaïl Levidov (ru), Victor Chklovski, Lev Kassil, Isaac Babel, Viktor Pertsov et d'autres artistes comme Alexandre Rodtchenko, Varvara Stepanova, Lioubov Popova, Vladimir Tatlin.
Des metteurs en scène ont également participé au LEF : Sergueï Eisenstein, Lve Koulechov, Grigori Kozintsev, Leonid Trauberg, Dziga Vertov, Sergueï Ioutkevich, Esther Choub, ainsi que des architectes : les frères Vesnine, Andreï Bourov . En 1925, l'Association des architectes contemporains (OSA) est fondée par des membres du LEF. Les linguistes et théoriciens de la littérature d'OPOYAZ ont collaboré avec le front.
Le LEF promeut la littérature du fait, visant à substituer à la fiction le documentaire), l'art de la production, la commande sociale (ru).
La plupart des théoriciens du LEF, tels que Tretiakov, proposent de remplacer la littérature par le journalisme.

## Publications de la LEF
Les organes de presse du LEF sont la revue LEF (1923-1925) puis Novy LEF (1927-1928). En 1929, un recueil d'articles théoriques et critique La littérature du fait («Литература факта») est publié.
Le premier numéro de LEF est publié en mars 1923. Maïakovski en est le responsable de la rédaction. Le comité de rédaction comprend également Nikolaï Asseïev, Boris Arvatov, Ossip Brik, Boris Kouchner, Serge Tretiakov et Nikolaï Tchoujak .
La revue a également publié dans la section théorie des articles de réalisateurs et d'artistes de gauche, tels que Dziga Vertov et Sergueï Eisenstein.

## Critiques
Le LEF a été à plusieurs reprises sévèrement critiqué dans les revues Sous la bannière du marxisme (ru), Novy Mir et le journal Izvestia. Viatcheslav Polonski (ru), D. Bedny, A. Lejnev, V. Lebedev-Poliansk en sont des opposants frontaux.
Après que Maïakovski et Brik ont quitté l'association en septembre 1928, elle se dissout à la fin de 1928, affaiblis par des contradictions internes. La tentative de Maïakovski de créer un « Front révolutionnaire » (REF) échoue en 1929 et il entre en 1930 dans la RAPP .